# Allan B. Magruder
Allan Bowie Magruder (* 1775 in Colony of Virginia; † 16. April 1822 in Opelousas, Louisiana) war ein US-amerikanischer Politiker (Demokratisch-Republikanische Partei) und Schriftsteller. Er war einer der beiden ersten US-Senatoren aus dem Bundesstaat Louisiana.
Der aus Kentucky stammende Allan Magruder besuchte in seiner Heimat die öffentlichen Schulen, absolvierte eine akademische Ausbildung und studierte  die Rechtswissenschaften. Er wurde 1796 in die Anwaltskammer aufgenommen und begann in Lexington als Jurist zu praktizieren. Später ließ er sich als Anwalt im Louisiana-Territorium nieder. Dort begann seine politische Laufbahn als Mitglied im territorialen Repräsentantenhaus.
Nach dem Beitritt Louisianas zu den Vereinigten Staaten wurden Magruder und Jean N. Destréhan als die ersten US-Senatoren des neuen Staates nach Washington, D.C. entsandt. Während Destréhan sein Mandat niemals offiziell antrat, begann Magruders Amtszeit am 3. September 1812; sie endete, da ihm der Klasse-3-Sitz zugefallen war, bereits am 3. März des folgenden Jahres. Magruder kandidierte nicht erneut, kehrte nach Louisiana zurück und arbeitete dort wieder als Anwalt. Er starb im April 1822 in Opelousas.